# Barnesit
Barnesit ist ein selten vorkommendes Mineral aus der Mineralklasse der „Oxide und Hydroxide“. Es kristallisiert im monoklinen Kristallsystem mit der chemischen Zusammensetzung Na2[V5+6O6]·3H2O, ist also chemisch gesehen ein wasserhaltiges Natrium-Vanadium-Oxid.
Barnesit entwickelt nur mikroskopisch kleine, nadelige Kristalle bis etwa 0,5 Millimeter Länge und findet sich meist in Form faseriger oder blättriger Aggregate und krustiger Überzüge von stark glänzender, dunkelroter bis bräunlichroter Farbe bei bräunlichroter Strichfarbe.

## Etymologie und Geschichte
Erstmals entdeckt wurde Barnesit in der „Cactus Rat Mine“ bei Cisco im US-Bundesstaat Utah und beschrieben 1963 durch Alice D. Weeks, Daphne R. Ross und Richard F. Marvin, nach dem kanadischen Physiker und Kristallographen William Howard Barnes (1903–1980) benannten.

## Klassifikation
In der veralteten, aber teilweise noch gebräuchlichen 8. Auflage der Mineralsystematik nach Strunz gehörte der Barnesit zur Mineralklasse der „Oxide und Hydroxide“ und dort zur Abteilung der „Vanadiumoxide (Polyvanadate mit V4+/5+)“, wo er zusammen mit Grantsit, Hendersonit, Hewettit und Metahewettit die unbenannte Gruppe IV/G.12 bildete.
Die seit 2001 gültige und von der International Mineralogical Association (IMA) verwendete 9. Auflage der Strunz’schen Mineralsystematik ordnet den Barnesit ebenfalls in die Abteilung der „V[5,6]-Vanadate“ ein. Diese ist allerdings weiter unterteilt nach der Kristallstruktur, wobei das Mineral jedoch der Unterabteilung der „Unklassifizierten Vanadium [V]-Oxide“ zugeordnet wurde, wo es als einziges Mitglied die unbenannte Gruppe 4.HG.45 bildet.
Die vorwiegend im englischen Sprachraum gebräuchliche Systematik der Minerale nach Dana ordnet den Barnesit in die Klasse der „Phosphate, Arsenate und Vanadate“ und dort in die Abteilung der „Vanadium-Oxysalze“ ein. Hier ist er zusammen mit Grantsit, Hendersonit, Hewettit und Metahewettit in der „Hewettitgruppe“ mit der System-Nr. 47.03.01 innerhalb der Unterabteilung „Vanadium-Oxysalze (wasserhaltig)“ zu finden.

## Bildung und Fundorte

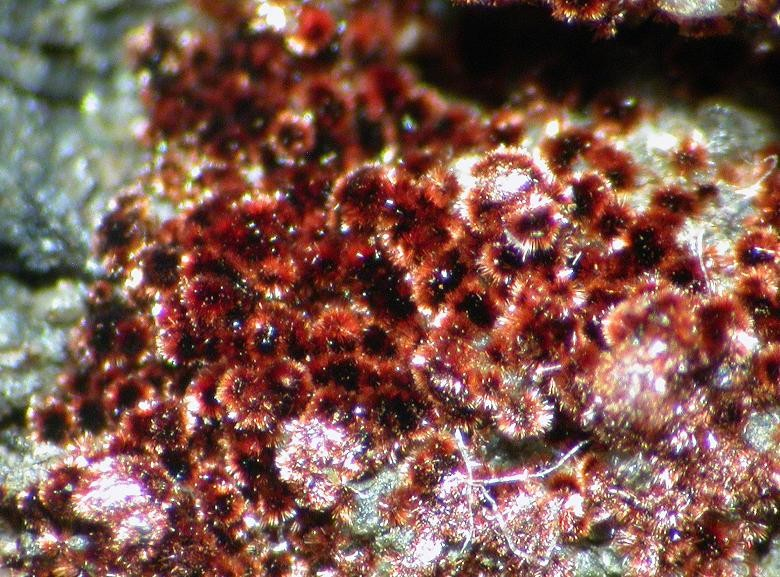
Kugelige Aggregate aus nadeligen Barnesitkristallen aus der „Vanadium Queen Mine“, La Sal Creek Canyon, San Juan County (Utah), USA (Sichtfeld 3 mm)

Barnesit bildet sich sekundär als Umwandlungsprodukt aus anderen Vanadiummineralen in kleinen Hohlräumen oder Rissfüllungen in der Oxidationszone von vanadium- und uranhaltigen Lagerstätten, kann aber auch in verwitterten Schwarzschiefern entstehen. Als Begleitminerale können je nach Fundort neben Hewittit und Metahewettit noch Alunit, Baryt, Bokit, Gips, Jarosit und Thenardit auftreten.
Als seltene Mineralbildung konnte Barnesit nur an wenigen Fundorten nachgewiesen, wobei bisher etwa 15 Fundorte als bekannt gelten. Neben seiner Typlokalität „Cactus Rat Mine“ trat das Mineral in Utah noch in der „Vanadium Queen Mine“ im San Juan County (Utah) zutage. Des Weiteren fand man Barnesit noch mehreren Erzgruben im Montrose County und im Mesa County in Colorado, in der „Gibellini Mine“ im Eureka County von Nevada sowie im Grants District in den Counties Cibola und McKinley in New Mexico.
Weitere bisher bekannte Fundorte sind die Liebenbergit-Schlackenhalde bei Agios Konstantinos in der griechischen Gemeinde Lavrio, die Molinello Mine im Gravegliatal in der italienischen Provinz Genua und die Vanadiumlagerstätten Kurumsak und Balasauskandyk im Karataugebirge im Süden Kasachstans.

## Kristallstruktur
Barnesit kristallisiert monoklin in der Raumgruppe P2/m (Raumgruppen-Nr. 10) mit den Gitterparametern a = 12,17 Å; b = 3,60 Å; c = 7,78 Å und β = 95,0° sowie einer Formeleinheit pro Elementarzelle.